# Gaston Alibert
Gaston Jules Louis Antoine Alibert (París, 22 de febrero de 1878-París, 26 de diciembre de 1917) fue un deportista francés que compitió en esgrima, especialista en la modalidad de espada. Participó en dos Juegos Olímpicos de Verano en los años 1900 y 1908, obteniendo dos medallas de oro en Londres 1908 en las pruebas individual y por equipos.

## Palmarés internacional
| Juegos Olímpicos | Juegos Olímpicos      | Juegos Olímpicos | Juegos Olímpicos   |
| Año              | Lugar                 | Medalla          | Prueba             |
| ---------------- | --------------------- | ---------------- | ------------------ |
| 1908             | Londres (Reino Unido) | Medalla de oro   | Espada individual  |
| 1908             | Londres (Reino Unido) | Medalla de oro   | Espada por equipos |